# Giltner (Nebraska)
Giltner es una villa ubicada en el condado de Hamilton en el estado estadounidense de Nebraska. En el Censo de 2010 tenía una población de 352 habitantes y una densidad poblacional de 347,59 personas por km².

## Geografía
Giltner se encuentra ubicada en las coordenadas 40°46′31″N 98°9′14″O / 40.77528, -98.15389. Según la Oficina del Censo de los Estados Unidos, Giltner tiene una superficie total de 1.01 km², de la cual 1 km² corresponden a tierra firme y (1.02%) 0.01 km² es agua.

## Demografía
Según el censo de 2010, había 352 personas residiendo en Giltner. La densidad de población era de 347,59 hab./km². De los 352 habitantes, Giltner estaba compuesto por el 98.58% blancos, el 0% eran afroamericanos, el 0% eran amerindios, el 0% eran asiáticos, el 0.28% eran isleños del Pacífico, el 0.28% eran de otras razas y el 0.85% pertenecían a dos o más razas. Del total de la población el 0.28% eran hispanos o latinos de cualquier raza.